# Pretty Boy
«Pretty Boy» —en español: «Chico bonito»— es una canción interpretada por la cantante española  Edurne, escrita por Michael Busbee y Meghan Kabir.
Fue lanzada el 4 de junio de 2013, una semana antes de su fecha inicial debido a una filtración, como primer sencillo de su quinto álbum Climax.

## Composición y producción
«Pretty Boy» es una canción electropop con una duración de tres minutos y veintitrés segundos. Fue escrita por Michael Busbee, compositor de canciones como Try de P!nk y temas de Christina Aguilera o Britney Spears, y Meghan Kabir.
Fue grabada en Estocolmo (Suecia), producida por Simon Nordberg y masterizada por Robin Schmidt. Se grabó una versión en español del tema, titulado «Artificial», el cual también está incluido en el álbum. También realizó un dueto en directo con GIO en el programa de televisión "El Número 1"

## Formatos
Descarga digital
| Descarga digital |              |          |  |
| N.º              | Título       | Duración |  |
| 1.               | «Pretty Boy» | 3:21     |  |

## Posicionamiento en listas

### Diarias y Semanales
| País   | Lista              | Mejor posición |
| ------ | ------------------ | -------------- |
| España | iTunes             | 10             |
| España | Los 40 principales | 33             |
| España | Top 50 Radios      | 49             |

| País   | Lista  | Mejor posición |
| ------ | ------ | -------------- |
| España | iTunes | 47             |